# Lowa (vattendrag i Kongo-Kinshasa)
Lowa är ett vattendrag i Kongo-Kinshasa, ett biflöde till Lualaba. Det rinner huvudsakligen genom provinserna Norra Kivu och Maniema, i den centrala delen av landet, 1 200 km öster om huvudstaden Kinshasa. En sträcka ingår i gränsen mellan dessa provinser, och det nedersta loppet ingår i gränsen mellan Maniema och Tshopo.